# Andreas Isaksson
Andreas Isaksson   (Trelleborg, 3 d'octubre de 1981) és un antic futbolista professional suec que va jugar en la posició de porter. Elegit Porter suec de l'Any 2002, 2003, 2004 i 2005.

## Biografia
Isaksson començà la seva carrera al Trelleborgs FF, on jugà durant dos temporades, la 1998 i la 1999. A causa de les seves bones actuacions fou fitxat pel poderós Juventus FC italià, això no obstant, a l'esquadra italiana sempre estigué a l'ombra del porter titular Edwin van der Sar, amb el qual no disposà de gaires minuts.
Degut a aquesta situació de no poder disposar de minuts, l'any 2001 fitxà pel Djurgårdens IF, equip de la primera divisió sueca, amb el qual tornà a esdevenir porter titular, aconseguint guanyar 2 Lligues i 1 Copa. Finalment, l'any 2004 fitxà pel Rennes FC de la Ligue 1 francesa, on seguí jugant de titular.
Després de la Copa del Món de la FIFA 2006, Isaksson va completar un trasllat de 2 milions de lliures al Manchester City de la Premier League el 15 d'agost de 2006. S'esperava que substituís David James com a porter de primera opció, però malgrat les expectatives inicials a causa de lesions al genoll i al turmell no acabà de quallar, fet pel qual l'any 2008 fou traspassat al PSV Eindhoven on l'any 2009 guanyà la Supercopa neerlandesa de futbol.
A nivell internacional, Isaksson debutà amb la selecció de futbol de Suècia l'any 2002, esdevenint el porter titular de la selecció sueca al Campionat d'Europa de futbol 2004 i a la Copa del Món de Futbol de 2006.

## Clubs
| Club                          | País          | Anys      |
| ----------------------------- | ------------- | --------- |
| Trelleborgs FF                | Escània       | 1999      |
| Juventus Football Club        | Itàlia        | 1999-2001 |
| Djurgårdens IF Fotboll        | Suècia        | 2001-2004 |
| Stade Rennais Football Club   | França        | 2004-2006 |
| Manchester City Football Club | Anglaterra    | 2006-2008 |
| PSV Eindhoven                 | Països Baixos | 2008-     |

## Palmarès
- 2 Lligues de Suècia: 2002 i 2003 (Djurgården)
- 1 Copa de Suècia: 2002 (Djurgården)
- 1 Supercopa dels Països Baixos: 2009 (PSV Eindhoven)